# Premio
Il premio è un riconoscimento attribuito a qualcuno per un'attività, un gesto, un'opera o comunque qualcosa di eccezionale che abbia fatto o realizzato.
Altri tipi di premio:
- premio di risultato
- premio di consolazione
- premio della critica
- premio di pedagogia

Talvolta viene riconosciuta una gerarchia tra premi, come accade per i premi olimpici: la medaglia d'oro è seguita dalla medaglia d'argento e da quella di bronzo.